# 橘家竹蔵
橘家 竹蔵（たちばなや たけぞう）は、落語家の名。
- 先代橘家竹蔵 - 後∶八代目橘家圓蔵
- 当代橘家竹蔵 - 本項にて詳述

橘家 竹蔵（1947年10月22日 - ）は、長野県飯田市出身の落語家。本名∶纐纈 勅男。落語協会所属。出囃子は『お江戸日本橋』。

## 経歴
1963年に市立山本中学校卒業後、当時人気絶頂だった五代目月の家圓鏡に入門を志願するも断られる。1965年に圓鏡の師匠である七代目橘家圓蔵の元へ、圓鏡からの預かり弟子という形で入門する。前座名は、圓鏡の前座名でもある「竹蔵」。
1971年、三遊亭歌司、金原亭駒三郎、柳家さん八、三遊亭歌橘、三遊亭朝治と共に二ツ目昇進。1980年の圓蔵没後は、五代目月の家圓鏡門下となる。
1981年に柳家さん喬、五街道雲助、三遊亭歌司、七代目むかし家今松、二代目金原亭馬の助、三遊亭圓龍と共に真打昇進。

## 芸歴
- 1965年9月 - 七代目橘家圓蔵に入門、前座名は「竹蔵」。
- 1971年11月 - 二ツ目に昇進。
- 1980年5月 - 師匠圓蔵の死去に伴い兄弟子の五代目月の家圓鏡門下に移籍。
- 1981年3月 - 真打昇進。

## 人物
柳家さん枝、橘家半蔵、橘家仲蔵、橘家圓十郎と池袋演芸場特選会で「一八落語会」を開催している。
三遊亭歌司、三遊亭圓丈、古今亭志ん駒、柳家さん遊、柳家小団治、柳家さん八、三遊亭圓龍、むかし家今松、古今亭志ん五、金原亭馬の助、柳家小袁治と共に同期会「落友舎」を結成している。

## 弟子
- 橘家圓十郎